# Кёкенс Ван Ломмел Ледис Классик
Кёкенс Ван Ломмел Ледис Классик (нидерл. Keukens van Lommel Ladies Classic) — шоссейная однодневная велогонка, проходившая по территории Бельгии с 2014 по 2016 год.

## История
История гонки уходит к 2011 году когда в городе Херселт стали проводить мужские и женские гонки под названием Херселт Курсе — Зёйдкеменссе Ледис Классик (нидерл. Herselt Koerse - Zuidkempense Ladies Classic) среди нескольких возрастных категорий, самой престижной из которых можно считать мужчин без контракта и до 23-х лет.
В 2014 году было решено добавить гонку для женской элиты, которая стала проводиться в рамках национального календаря.
В 2016 году на один сезон вошла в Женский мировой шоссейный календарь UCI и календарь женского Кубка Бельгии. А также же сменила название на Кёкенс Ван Ломмел Ледис Классик (нидерл. Keukens van Lommel Ladies Classic) в честь нового спонсора Победу на ней одержал нидерландка Марианна Вос.
Маршрут гонки проходил в Фламандском регионе и представлял собой повторяющийся круг. Старт и финиш находились Херселте. Первые два года это был круг длиной 5-6 км которых преодолевали примерно 15 раз. Общая протяжённость была чуть меньше 90 км. А в 2016 году состоял из двух разных кругов. Сначала было 2 круга по 29 км, а потом 6 кругов по 9,7 км. Общая протяжённость составила 116,2 км.

## Призёры
| Год  | Победитель   | Второй              | Третий             |
| ---- | ------------ | ------------------- | ------------------ |
| 2014 | Никки Харрис | Аннелис Ван Дорслер | Жольен Д'Ор        |
| 2015 | Лотте Копеки | Аннелис Дом         | Бриони ван Вельзен |
| 2016 | Марианна Вос | Сара Рой            | Сара Мустонен      |